# Zoe Lister-Jones
Pour les articles homonymes, voir Lister et Lister (homonymie).
Ne pas confondre avec l'actrice britannique Zoë Lister.
Zoe Lister-Jones, née le 1er septembre 1982 à Brooklyn (New York), est une réalisatrice, scénariste, actrice, chanteuse et dramaturge américaine.

## Biographie
Zoe Lister-Jones est née le 1er septembre 1982 à Brooklyn, New York.

### Vie privée
Elle a été mariée avec Daryl Wein de 2013 à 2022.

## Filmographie

### Cinéma

#### Longs métrages
- 2007 : Arranged de Diane Crespo et Stefan C. Schaefer : Rochel Meshenberg
- 2007 : Turn the River de Chris Eigeman : Kat
- 2008 : Explicit Ills de Mark Webber : Jenn
- 2008 : The Marconi Bros. de Michael Canzoniero et Marco Ricci : Lauren
- 2008 : Goyband de Christopher Grimm : Hani
- 2009 : Breaking Upwards de Daryl Wein (en) : Zoe
- 2009 : Jeux de pouvoir (State of Play) de Kevin Macdonald : Jessy
- 2010 : Salt de Phillip Noyce : Une agent de la CIA
- 2010 : Very Bad Cops (The Other Guys) d'Adam McKay : La thérapeute
- 2010 : Love and Secrets (All Good Things) d'Andrew Jarecki : La reporter à la conférence de presse
- 2010 : Armless d'Habib Azar : Jenny
- 2010 : William Vincent de Jay Anania : Rebecca
- 2011 : Stuck Between Stations de Brady Kiernan : Rebecca
- 2012 : Lola Versus de Daryl Wein (en) : Alice
- 2015 : Consumed de Daryl Wein (en) : Sophie
- 2017 : Anna et Ben (Band Aid) d'elle-même : Anna
- 2021 : How It Ends d'elle-même : Liza
- 2023 : A Good Person de Zach Braff : Simone
- 2023 : Beau Is Afraid d’Ari Aster : Mona Wassermann jeune

##### Courts métrages
- 2005 : Anna on the Neck de Gary Upton Schwartz : Alessandra
- 2006 : New Boobs de Matthew Bonifacio : Patricia Coleo
- 2007 : The Last 15 d'Antonio Campos : Stephanie Kirkland
- 2007 : Five Difficult Situations d'Ana Hurka-Robles : C
- 2014 : Let's Get Digital de Daryl Wein (en) : Sophie
- 2014 : Brooklyn Decker Threesome de Daryl Wein (en)

### Télévision

#### Séries télévisées
- 2005 : New York, cour de justice (Law and Order: Trial by Jury) : Trisha Ford
- 2005 : New York, section criminelle (Law and Order: Criminal Intent) : Maya Sampson
- 2006 : Kidnapped : E.J
- 2006 : New York, police judiciaire (Law and Order) : Hannah Welch
- 2006 : The Class : Jeanie Callucci
- 2008 : New York, unité spéciale (Law and Order: Special Victims Unit) : Faith
- 2009 : State of Romance : Alice
- 2009 : Bored to Death : Michelle
- 2009 - 2010 : Delocated : Kim
- 2010 : The Good Wife : Charlotte Armitage
- 2011 - 2013 : Whitney : Lily
- 2014 : Friends with Better Lives : Kate McLean
- 2015 - 2018 : New Girl : Fawn Moscato
- 2015 - 2019 : Life in Pieces : Jen Short
- 2023 : Slip : Mae

#### Téléfilm
- 2016 : Confirmation de Rick Famuyiwa : Carolyn Hart

### Scénariste
- 2009 : Breaking Upwards de Daryl Wein (en)
- 2012 : Lola Versus de Daryl Wein (en)
- 2014 : Brooklyn Decker Threesome de Daryl Wein (en)
- 2015 : Consumed de Daryl Wein (en)
- 2017 : Anna et Ben (Band Aid) d'elle-même
- 2020 : The Craft : Les Nouvelles sorcières (The Craft: Legacy) d'elle-même
- 2021 : How It Ends d'elle-même